# Singapores herrlandslag i innebandy
Singapores herrlandslag i innebandy representerar Singapore i innebandy på herrsidan.

## Historik
Laget spelade sin första landskamp under världsmästerskapet 1996 i Sverige, och förlorade premiären mot Finland med hela 0-30. Kampen om att vara Asiens bästa innebandylandslag står mellan Singapore och Japan.

### Fotnoter
1. ↑  ”Men's First World Championships 1996” (på engelska). International Floorball Federation. maj 1996. http://www.floorball.org/default.asp?kieli=826&sivu=77&alasivu=77. Läst 22 augusti 2011.